# Мек (остров)
Мек (англ. Meck, марш. Meik [mʲei͡ɯk]) — остров, часть атолла Кваджалейн в Республике Маршалловы Острова (RMI), в 2100 морских милях (3900 км) к юго-западу от Гонолулу, Гавайи.
Мек является частью полигона для испытаний ракет системы ПРО США (с которыми Маршалловы Острова находятся в ассоциации), предназначенных для уничтожения баллистических ракет противника.

## Галерея

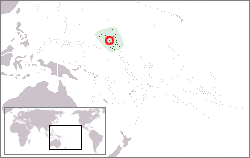